# Arlotti
Arlotti, nobile famiglia originaria di Arles, in Francia, che si trapiantò in Italia agli inizi del XII secolo. Si divisero in tre rami, a Mantova, Lucca e Reggio.

## Arlotti di Mantova
In epoca comunale furono, assieme ai Bonacolsi, ai Casalodi, ai Da Riva, ai Zanicalli e ai Gaffari tra le famiglie più potenti di Mantova. Nel 1217 Arlottino fu console di giustizia. Gli Arlotti, nel 1266, appoggiarono il rientro a Mantova della famiglia Da Riva, che, agli inizi del Duecento, erano stati cacciati dai Gaffari a Suzzara, loro luogo di origine. Molti esponenti, tra cui Niccolò Arlotti decapitato, furono incarcerati per la morte di Mastino I della Scala, signore di Verona, avvenuta nel 1277. Ramo estinto.

## Arlotti di Lucca
Nel XIV e XV secolo alcuni esponenti della famiglia ricoprirono importanti ruoli nella Repubblica. Ramo estinto.

## Arlotti di Reggio
Di questo ramo della famiglia si ricordano:
- Arlotto Arlotti (XII secolo), console nel 1168
- Bonsignore Arlotti (?-1118), vescovo di Reggio
- Bonfrancesco Arlotti (?-1508), vescovo di Reggio
- Bartolomeo Arlotti, dichiarato conte dagli Estensi nel 1784.

## Arma
Partito: nel primo sbarrato d'oro e d'azzurro; nel secondo d'azzurro, a tre scettri gigliati d'oro moventi a ventaglio da un crescente d'argento.